# Pulau Punggol Barat
Pulau Punggol Barat est une île située au Nord-Est de l'île principale de Singapour. 

## Géographie
Elle s'étend sur environ 2,1 km de longueur pour une largeur approximative de 1,2 km.